# Ósacký hrad
Ósacký hrad (japonsky 大坂城 nebo 大阪城, Ósaka-džó)  je pevnost v japonském městě Ósaka. Díky své roli v japonských dějinách, zejména během procesu sjednocování Japonska v 16. století (období Azuči-Momojama) je významnou památkou. Každoročně ho navštíví 2,5 milionu turistů a je tak nejnavštěvovanějším hradem v Japonsku. Bitva o hrad v roce 1615 přivedla Japonsko do éry centralizovaného státu.

## Dějiny
Hrad byl postaven v roce 1585, na místě bývalého chrámu Hongandži. Stavitelem byl Hidejoši Tojotomi, jeden z nejmocnějších mužů této éry japonských dějin. Hrad byl postaven v době, kdy již Hidejoši uzmul maximum moci a výstavními stavbami ji chtěl prezentovat. Ósacký hrad k nim patřil, ve své době šlo o největší stavbu Japonska. Za Hidejošiho života nebyl dobyt, ale po jeho smrti ho klan Tojotomi neudržel a v roce 1615 byl dobyt vojsky šógunátu Tokugawa a vypálen. Klan Tojotomi byl zničen, jeho členové spáchali rituální sebevraždu přímo na hradě. Japonsko následně získalo skutečně pevnou centralizovanou vládu (viz též Obléhání Ósaky). Památnou bitvu o Ósaku dnes připomíná v hradním areálu muzeum.
Hrad byl po roce 1615 užíván vítězným klanem Tokugawa, ale roku 1660 ho poničil požár a v roce 1665 shořel znovu, když do hlavní věže udeřil blesk. Poté areál dlouho chátral. Až v 19. století v něm začaly vznikat nové budovy, řada z nich ale shořela při dalším velkém požáru roku 1868. Zůstala stát pouze kamenná věž, která je dominantou hradu dodnes. V letech 1870–1945 pevnost užívala japonská armáda. V roce 1931 byl přitom částečně zpřístupněn veřejnosti. Po druhé světové válce se stát rozhodl celou pevnost zrekonstruovat.

## Stavby
Třináct budov v areálu bylo prohlášeno kulturními památkami - k turisticky nejatraktivnějším patří brány Ote mon a Sakura mon, věže Ičiban jagura, Inui jagura, Rokuban jagura, Sengan a Tamon nebo studně Kinmeisui. Z původní podoby hradu v 16. století se dochovaly jen tři prstence mohutný hradeb. Jejich celková délka činí 12 kilometrů. Postaveny byly z velkých kamenů, největší z nich je nazýván Tako iši a jeho rozměry činí 5,8 x 14 m. Celý areál uvnitř hradeb má 61 000 m čtverečních. Uvnitř areálu se nacházejí i zahrady, nejvýznamnější z nich je Nišinomaru, osázená sakurami a ozvláštněná několika zenovými zahrádkami s obřími balvany. V roce 1969 byl v zahradě postaven čajový domek, z peněz Kónosuke Macušity, zakladatele firmy Panasonic.